# Vores lille by
Vores lille by er en dansk film fra 1954, skrevet af Ove Brønnum og filmens instruktør Henning Ørnbak.

## Medvirkende
- Carl Ottosen
- Sigrid Horne-Rasmussen
- Arthur Jensen
- Poul Müller
- Bodil Steen
- Ejner Federspiel
- Victor Montell
- Henry Nielsen
- Jørn Jeppesen
- Anna Henriques-Nielsen
- Axel Strøbye
- Ebba Amfeldt